# Богодуховское сельское поселение (Орловская область)
Богодуховское се́льское поселе́ние — муниципальное образование в Свердловском районе Орловской области Российской Федерации.
Административный центр — село Богодухово.

## История
Статус и границы сельского поселения установлены Законом Орловской области от 12 августа 2004 года № 416-ОЗ «О статусе, границах и административных центрах муниципальных образований на территории Свердловского района Орловской области».

## Население
| 2010 | 2012 | 2013 | 2014 | 2015 | 2016 | 2017 |
| ---- | ---- | ---- | ---- | ---- | ---- | ---- |
| 926  | ↗938 | ↘913 | ↘891 | ↘873 | ↘864 | ↘857 |
| 2018 | 2019 | 2020 | 2021 | 2023 |      |      |
| ↗867 | ↘851 | ↘847 | ↘721 | ↘703 |      |      |

## Состав сельского поселения
| №  | Населённый пункт | Тип населённого пункта       | Население |
| -- | ---------------- | ---------------------------- | --------- |
| 1  | Алисово          | деревня                      | 20        |
| 2  | Богодухово       | село, административный центр | ↘519      |
| 3  | Васильевка       | деревня                      | ↘150      |
| 4  | Волниково        | деревня                      | 0         |
| 5  | Городище         | деревня                      | ↘184      |
| 6  | Заря             | деревня                      | 1         |
| 7  | Лукино           | деревня                      | 24        |
| 8  | Михайловка       | деревня                      | 1         |
| 9  | Новослободка     | деревня                      | 1         |
| 10 | Оловянниково     | деревня                      | 0         |
| 11 | Спасское         | деревня                      | 8         |
| 12 | Фроловка         | деревня                      | 14        |